# Parafia św. Apostołów Piotra i Pawła w Jabłoni Kościelnej
Parafia pw. św. Apostołów Piotra i Pawła w Jabłoni Kościelnej – rzymskokatolicka parafia należąca do dekanatu wysokomazowieckiego, diecezji łomżyńskiej, metropolii białostockiej. Siedziba parafii mieści się w Jabłoni Kościelnej. Erygowana w 1493 r. Od 1999 roku proboszczem parafii jest ks. kan. dr Andrzej Łapiński.

## Historia
W 1485 r. w aktach konsystorza janowskiego występował komentarz – zarządzający kościołem w Jabłoni Wroniej (Kościelnej) – ks. Jakub. Dokument fundacyjny spisano w lipcu 1493 r. Rozległa dziedzina Jabłoń obejmowała kilkanaście wsi zamieszkanych przez rodziny Jabłońskich. Dokument z 1493 r. wystawili członkowie trzech rodzin: bracia rodzeni – Jakub, Stanisław i Mikołaj; Dobiesław z ojcem oraz Jadwiga – żona Szczepana, z synami: Janem, Piotrem i Mikołajem. Kościół nosił nazwę św. Piotra i Pawła, św. Wawrzyńca i św. Marii Magdaleny.

## Miejsca święte

### Kościół parafialny
Obecny kościół został zbudowany w latach 1867–1868 według projektu arch. Karola Majewskiego, budowniczego powiatu łomżyńskiego, kosztem Ignacego Jelińskiego, właściciela Mazur.

#### Dawniej posiadane lub użytkowane przez parafię świątynie
Kościół wzmiankowany w 1480 r.
Kościół nosił nazwę św. Piotra i Pawła, św. Wawrzyńca i św. Marii Magdaleny.
Dokument fundacyjny kościoła w Jabłoni Kościelnej jest opatrzony datą 1493 taką samą jak kościoły w Kuleszach Kościelnych, Dąbrowie Wielkiej i Jabłonce Kościelnej, gdy biskup łucki Jan Pudełko wizytował je i dokonywał ich konsekracji.

## Obszar parafii
W granicach parafii znajdują się miejscowości:

- Jabłoń Kościelna,
- Jabłoń Dąbrowa (4 km),
- Jabłoń Dobki (1 km),
- Jabłoń Jankowce (1 km),
- Jabłoń Kikolskie (2 km),
- Jabłoń Markowięta (1 km),
- Jabłoń Piotrowce (3 km),
- Jabłoń Rykacze (3 km),
- Jabłoń Samsony (2,5 km),
- Jabłoń Spały (2 km),
- Jabłoń Śliwowo (4 km),
- Jabłoń Uszyńskie (2,5 km),
- Jabłoń Zambrowizna (1 km),
- Jabłoń Zarzeckie (2 km),
- Mazury (4 km),
- Moczydły Jakubowięta (4 km),
- Szymbory Andrzejewięta (4 km),
- Szymbory Jakubowięta (3 km),
- Szymbory Włodki (3,5 km)

### Liczebność parafian
W 1888 r. do parafii Jabłoń należało 2392 katolików (1255 mężczyzn i 1137 kobiet), którzy mieszkali w miejscowościach:  
| Miejscowość            | Osób                 |
| Miejscowość            | XIX w. (dane 1888r.) |
| ---------------------- | -------------------- |
| Jabłoń Dąbrowa         | 206                  |
| Jabłoń Śliwno          | 168                  |
| Jabłoń Piotrowce       | 174                  |
| Jabłoń Jankowce        | 188                  |
| Jabłoń Zambrowizna     | 74                   |
| Jabłoń Moczydły        | 127                  |
| Szymbory Andrzejowięta | 106                  |
| Szymbory Włodki        | 105                  |
| Szymbory Jakubowięta   | 102                  |
| Jabłoń Samsony         | 96                   |
| Jabłoń Kikolskie       | 23                   |
| Jabłoń Uszyńskie       | 123                  |
| Mazury                 | 219                  |
| Pruszanka              | 18                   |
| Jabłoń Rykacze         | 111                  |
| Jabłoń Spały           | 67                   |
| Jabłoń Zarzeckie       | 92                   |
| Jabłoń Markowięta      | 90                   |
| Jabłoń Dobki           | 81                   |
| Jabłoń Kościelna       | 132                  |

## Galeria

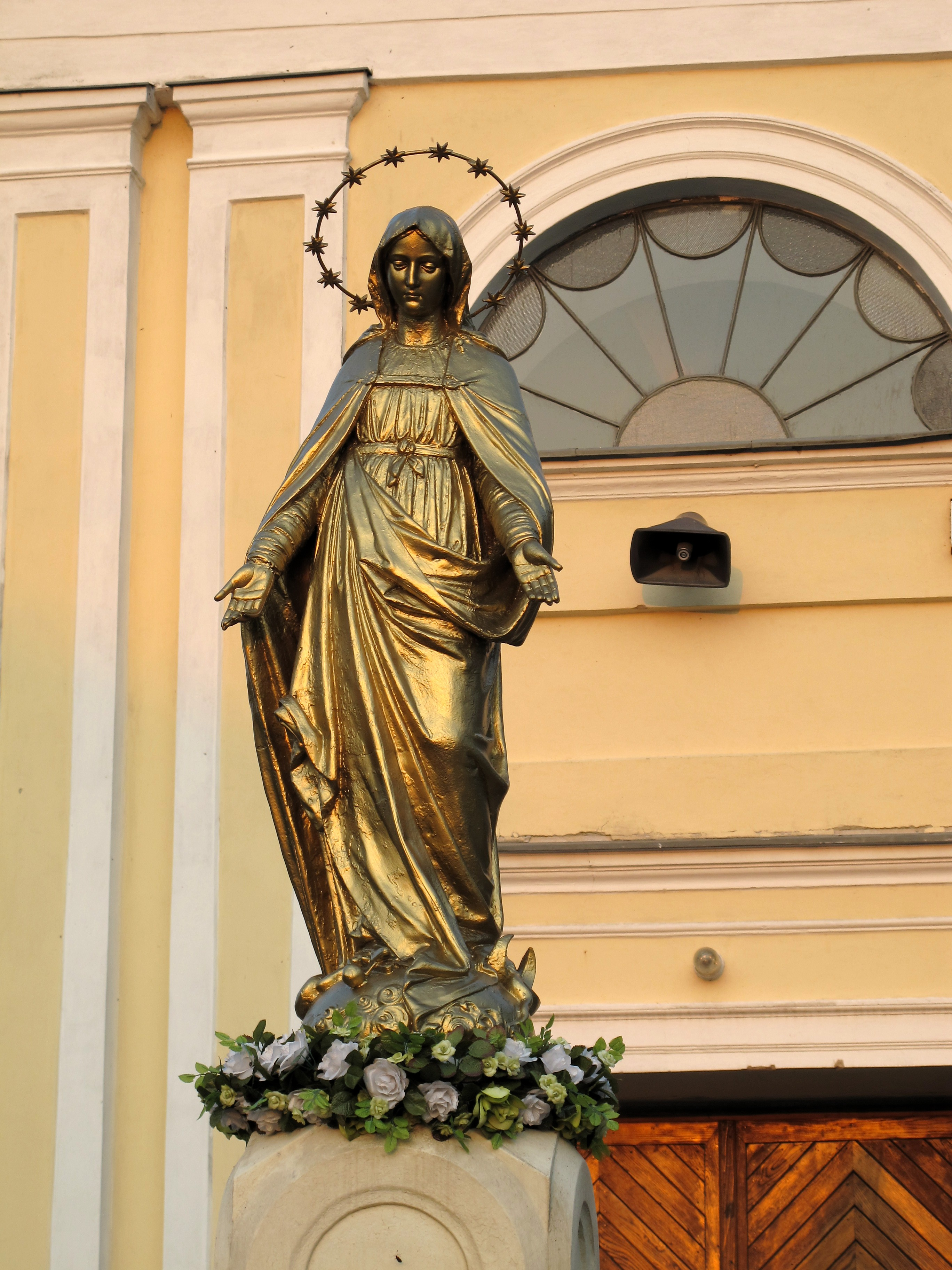
Figura Matki Bożej Niepokalanej
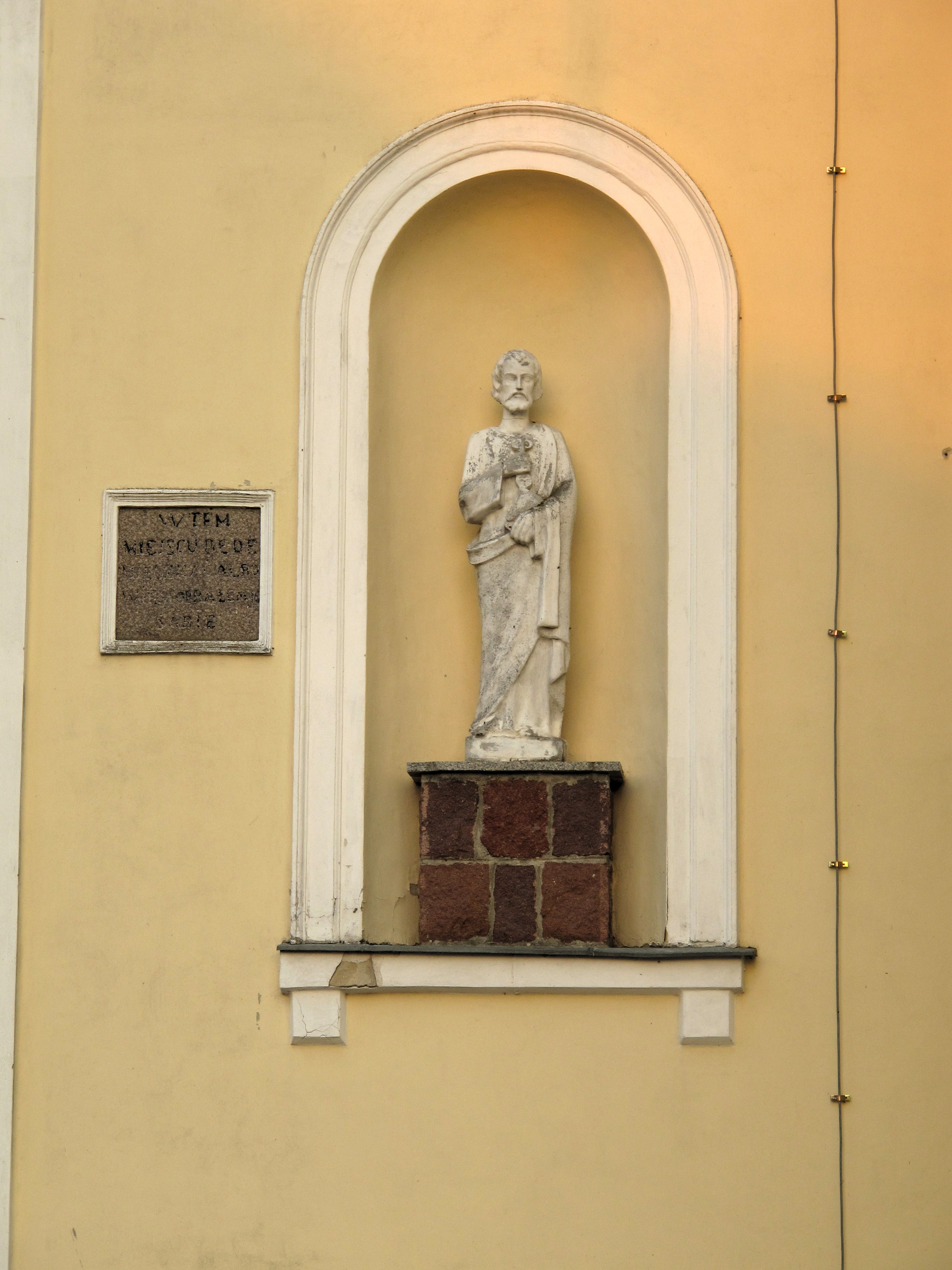
Rzeźba świętego Piotra
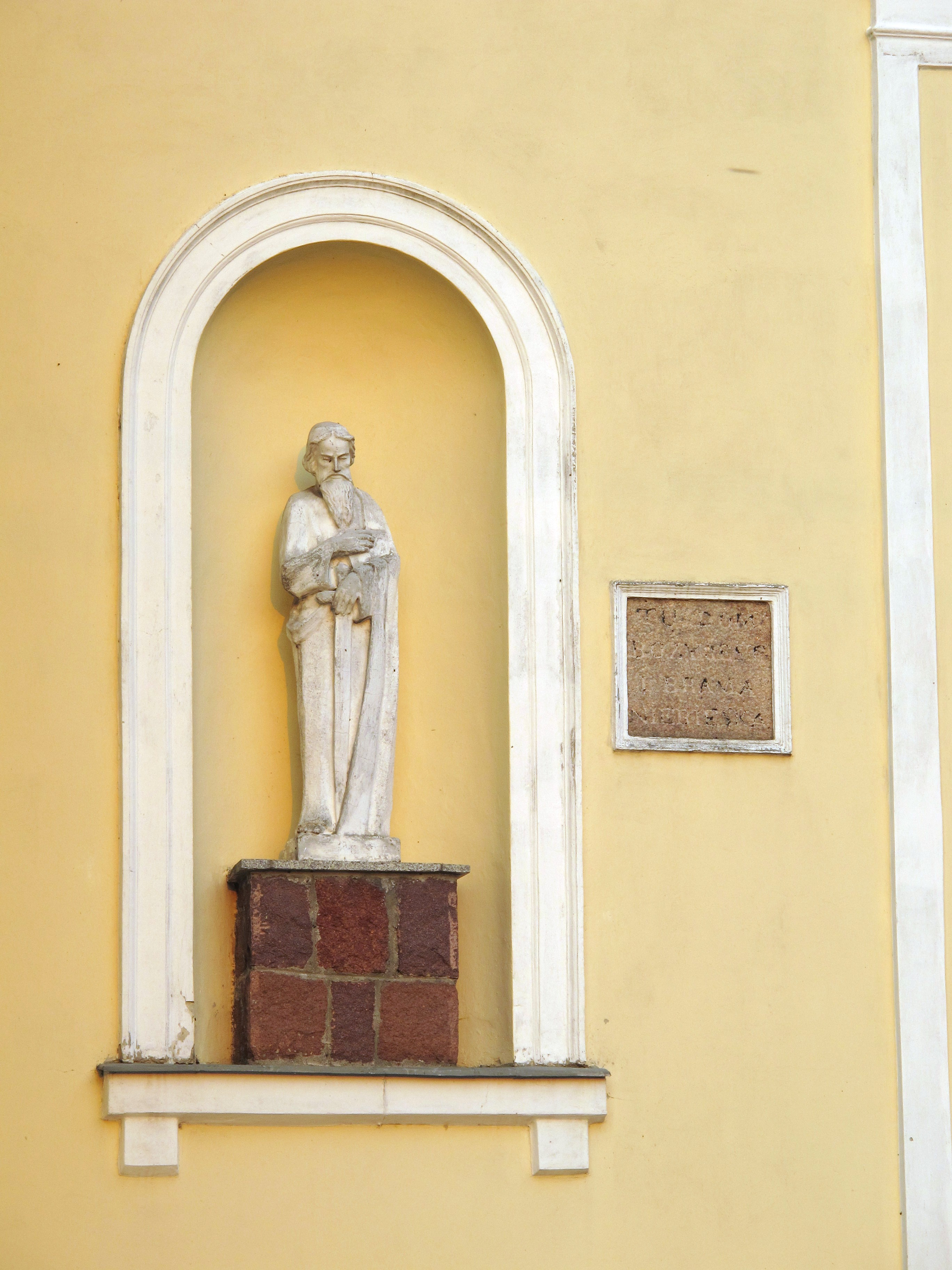
Rzeźba świętego Pawła
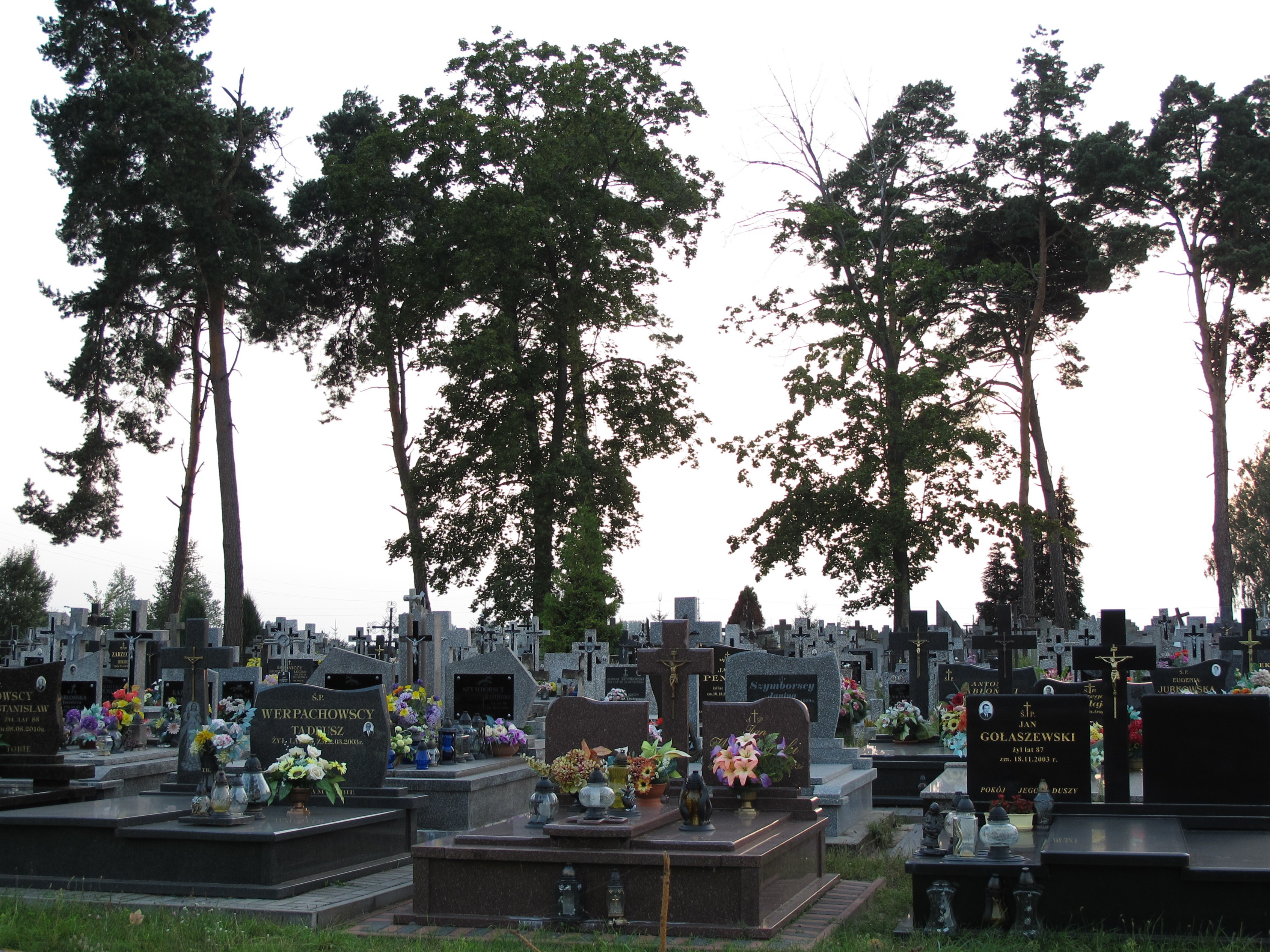
Fragment cmentarza parafialnego